# Контендас-ду-Синкора
Контендас-ду-Синкора (порт. Contendas do Sincorá)  —  муниципалитет в Бразилии, входит в штат Баия. Составная часть мезорегиона Юго-центральная часть штата Баия. Входит в экономико-статистический микрорегион Сеабра. Население составляет 3900 человек на 2006 год. Занимает площадь 862,085 км². Плотность населения — 4,5 чел./км².

## История
Город основан 6 октября 1961 года.

## Статистика
- Валовой внутренний продукт на 2003 год составляет 9 690 102,00 реалов (данные: Бразильский институт географии и статистики).
- Валовой внутренний продукт на душу населения на 2003 год составляет 2382,62 реалов (данные: Бразильский институт географии и статистики).
- Индекс развития человеческого потенциала на 2000 год составляет 0,619 (данные: Программа развития ООН).